# 肯特县 (得克萨斯州)
肯特縣（英語：Kent County）是美國德克薩斯州西部的一個縣。面積2,239平方公里。根據美國2000年人口普查，共有人口859人。縣治傑頓（Jayton）。
成立於1876年。縣名紀念在阿拉莫戰役戰死的安德魯·肯特（Andrew Kent）。本縣為一禁酒的縣。